# Pterinodes sensibilis
Pterinodes sensibilis là một loài dương xỉ trong họ Onocleaceae. Loài này được Kuntze mô tả khoa học đầu tiên năm 1891.
Danh pháp khoa học của loài này chưa được làm sáng tỏ. 